# Ніж для серцевини яблук

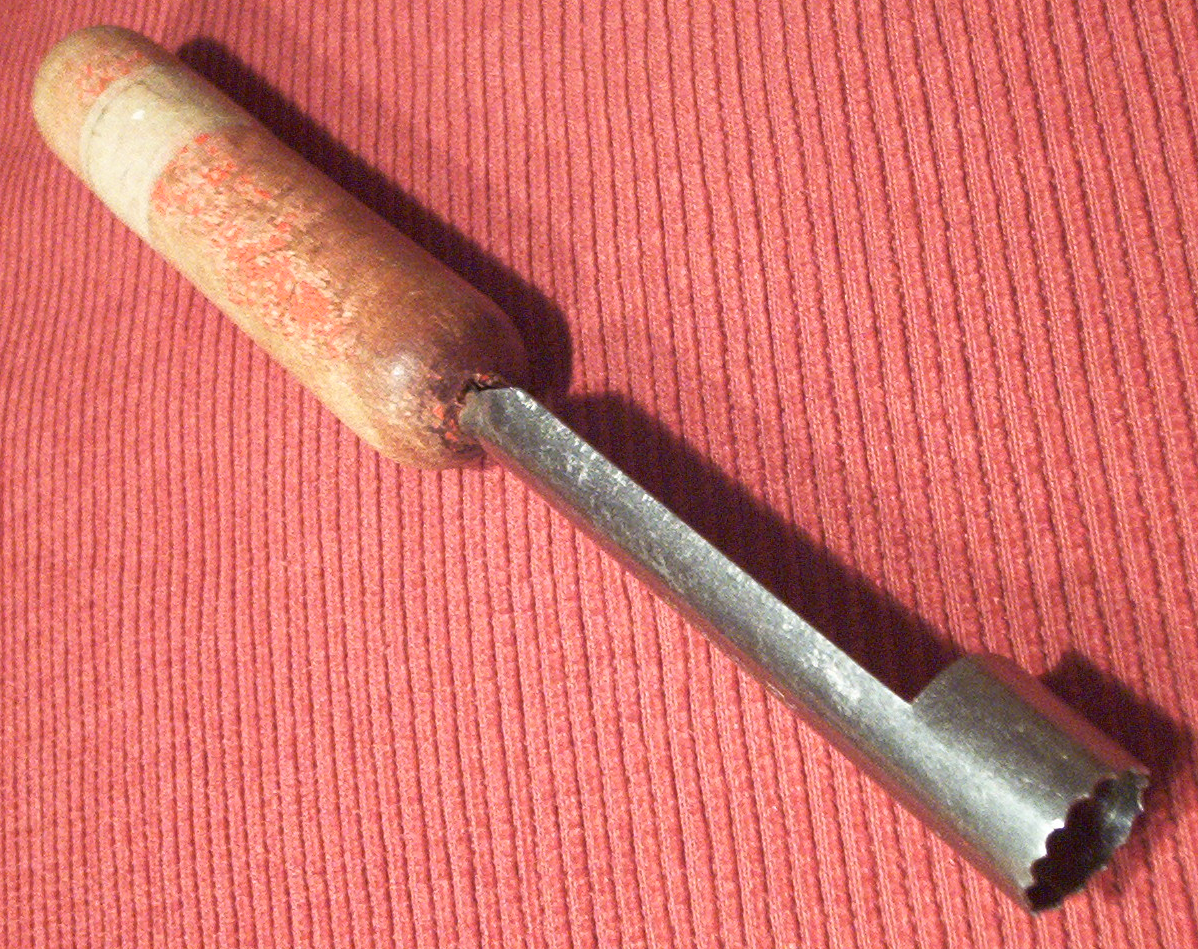
Ніж для серцевини яблук

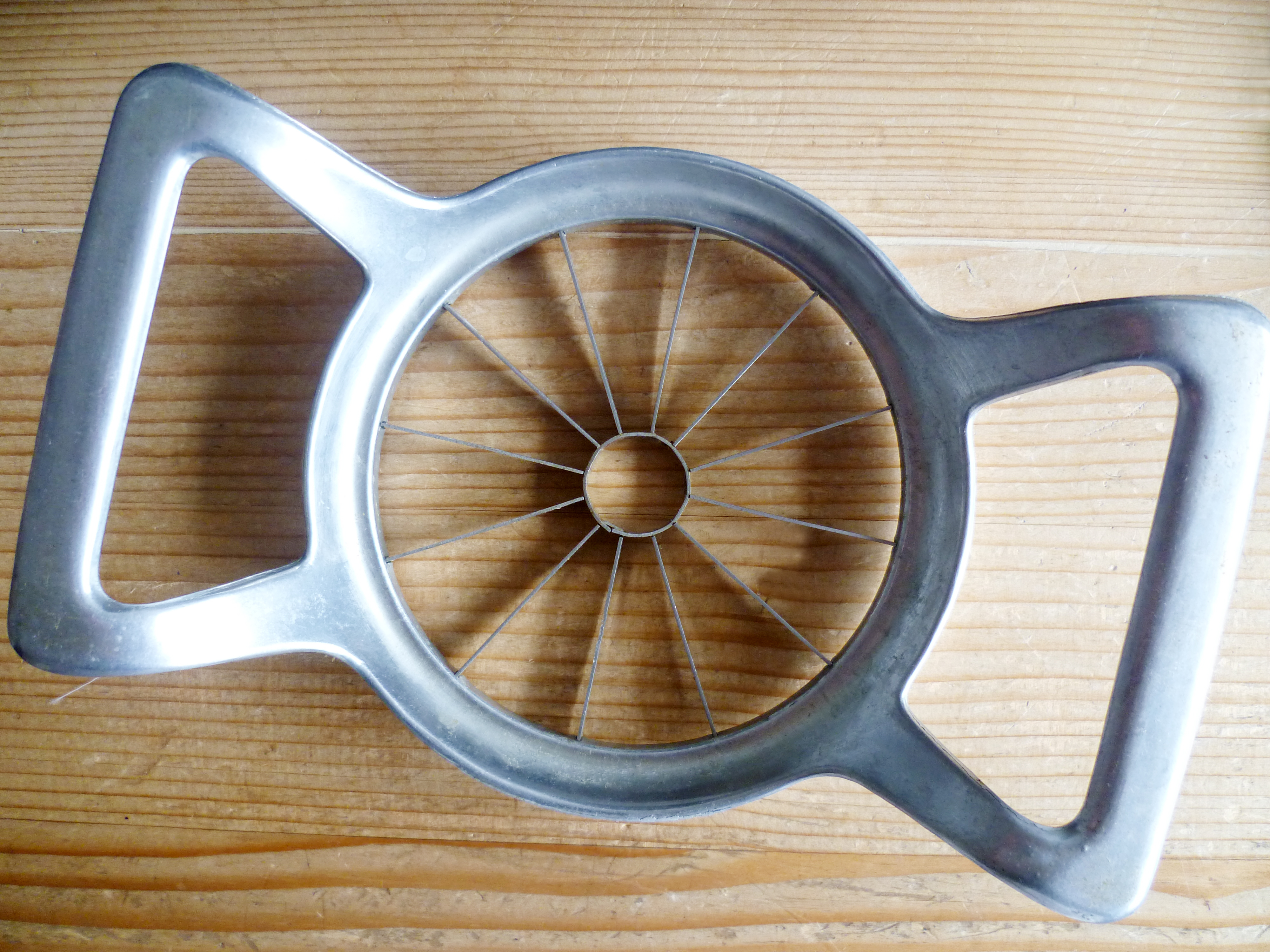
Ніж для серцевини яблук, суміщений з яблукорізкою

Ніж для серцевини яблук, колончаста виїмка — кухонний пристрій для вирізання серцевини з насінням з таких плодів, як яблука, груші, айва. Використовується здебільшого там, де треба очистити від серцевини значну кількість яблук (наприклад, при виробництві сидру).
Звичайний ніж для серцевини складається з ручки, до якої перемичкою прикріплена коротка трубка із загостреною крайкою (іноді зубчастою). Інший різновид споряджений додатковими лезами і може разом з видалення серцевини водночас різати плід на скибочки: користуються ним, поклавши яблуко на стільничку. Такі пристрої називають «яблукорізками» (англ. apple slicer, від to slice — «нарізати скибками»).